# Autodesk Maya
Autodesk Maya è un software di computer grafica 3D, apprezzato soprattutto per l'alta qualità degli strumenti di modellazione, animazione e rendering. È uno dei software più usati nella realizzazione di film in CGI.
Originariamente sviluppata dalla software house Alias, Maya è stata acquistato da Autodesk nel 2006 (che aveva già acquisito 3ds Max nel 1998).

## Caratteristiche

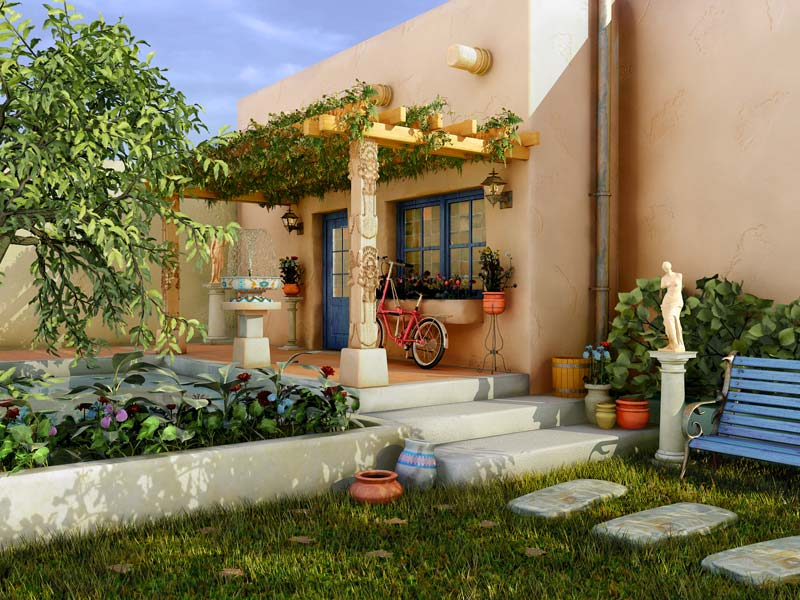
Esempio di immagine creata con Maya

Una delle categorie in cui eccelle è sicuramente la Character Animation, tanto da farne uno dei programmi più usati per i film d'animazione tridimensionale e per lo sviluppo di modelli real-time per i videogiochi.
Dispone di grande libertà di personalizzazione dell'interfaccia grafica e implementazione di plugin, ovvero, strumenti scritti da terze parti, non forniti dal programma, ciò è possibile attraverso i linguaggi di scripting Python, MEL (Maya Embedded Language) e C++ (quest'ultimo solo attraverso l'API)
Produce immagini grazie ai motori di rendering integrati (es: Maya Software) ed esterni come Arnold (dalla versione 2017 integrato in Maya), Mental ray (non più integrato dalla versione 2017), Redshift, Maxwell Render, RenderMan, Vray, Octane Render.